# 英国寄生虫学会
英国寄生虫学会（ British Society for Parasitology）是英国寄生虫学家组成的学术组织，1962年4月成立，前身是英国生物协会寄生虫分会。截至2012年，学会会员1500余名，约三分之一来自英国以外地区。